# Nowogrodziec (gmina)
Nowogrodziec – to gmina miejsko-wiejska w województwie dolnośląskim, w powiecie bolesławieckim. W latach 1975–1998 gmina położona była w województwie jeleniogórskim. Siedziba gminy to Nowogrodziec.
Według danych z 31 grudnia 2015 gminę zamieszkiwało 15 281 osób. Natomiast według danych z 31 grudnia 2021 gminę zamieszkiwało 15 121 osób. Według danych GUS z 30 czerwca 2023 gminę zamieszkiwało 14 649 osób.

## Struktura powierzchni
Według danych z roku 2023 gmina Nowogrodziec ma obszar 176,61 km², w tym:
- użytki rolne: 63%
- użytki leśne: 26% (głównie Bory Dolnośląskie)

Gmina stanowi 13,52% powierzchni powiatu.

## Demografia

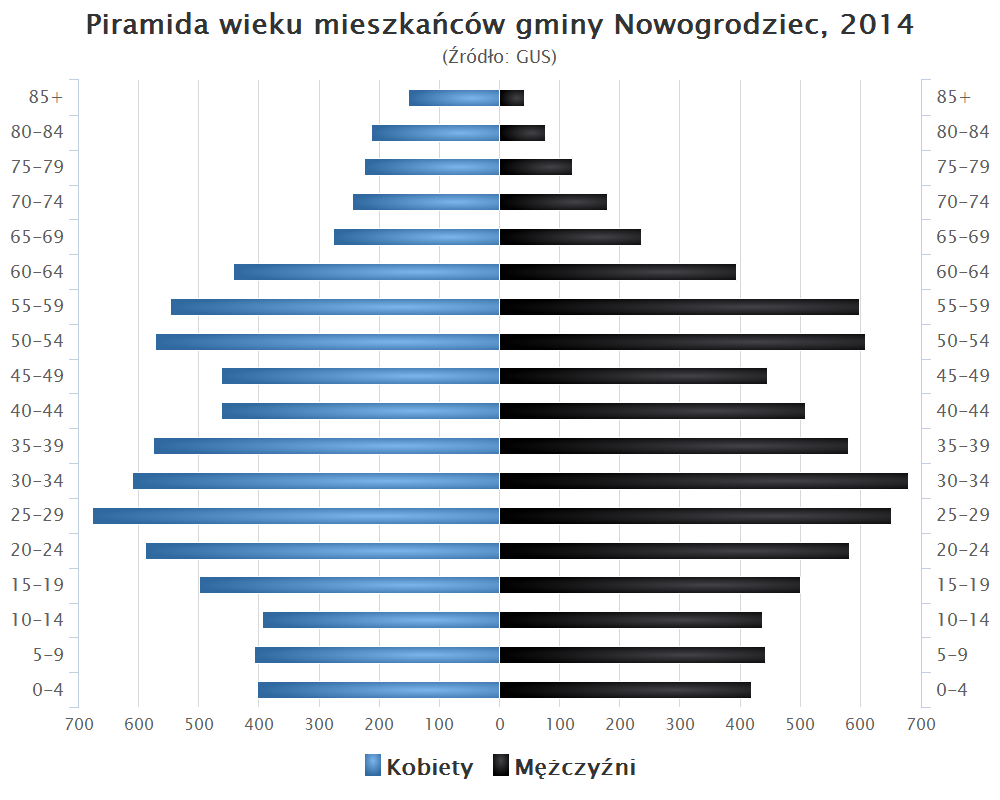
Piramida wieku mieszkańców gminy Nowogrodziec w 2014 roku

Dane z 30 czerwca 2004:
| Opis                              | Ogółem | Ogółem | Kobiety | Kobiety | Mężczyźni | Mężczyźni |
| --------------------------------- | ------ | ------ | ------- | ------- | --------- | --------- |
| jednostka                         | osób   | %      | osób    | %       | osób      | %         |
| populacja                         | 14 736 | 100    | 7466    | 50,7    | 7270      | 49,3      |
| gęstość zaludnienia (mieszk./km²) | 83,6   | 83,6   | 42,4    | 42,4    | 41,2      | 41,2      |

## Ochrona przyrody
Na obszarze gminy znajduje się rezerwat przyrody Brzeźnik chroniący stanowisko wrzośca bagiennego charakterystycznego dla Borów Dolnośląskich.

## Miejscowości
Bieniec, Czerna, Gierałtów, Godzieszów, Gościszów, Kierżno, Milików, Nowa Wieś, Parzyce, Wykroty, Zabłocie, Zagajnik, Zebrzydowa

## Sąsiednie gminy
Bolesławiec, Gryfów Śląski, Lubań, Lwówek Śląski, Osiecznica, Pieńsk, Węgliniec